# Liste der denkmalgeschützten Objekte in Raxendorf
Die Liste der denkmalgeschützten Objekte in Raxendorf enthält die 5 denkmalgeschützten, unbeweglichen Objekte der niederösterreichischen Marktgemeinde Raxendorf.

## Denkmäler
| Foto |                 | Denkmal                                                                      | Standort                                                      | Beschreibung | Metadaten |
| ---- | --------------- | ---------------------------------------------------------------------------- | ------------------------------------------------------------- | --- | --- |
| ja   | Datei hochladen | Pfarrhof HERIS-ID: 50173 Objekt-ID: 54883                                    | Heiligenblut 16 Standort KG: Mannersdorf bei Heiligenblut     | Der 1784 errichtete Pfarrhof westlich der Kirche von Mannersdorf, ein eingeschoßiger Bau mit flacher Stuckpilastergliederung und einem Schopfwalmdach über profiliertem Gesims, verfügt innen über eine gewölbte Küche und einfache Stuckspiegel. | BDA-Hist.: Q38038578 Status: § 2a Stand der BDA-Liste: 2025-06-30 Name: Pfarrhof GstNr.: 343                                                                        |
| ja   | Datei hochladen | Kath. Pfarrkirche hl. Andreas und Friedhof HERIS-ID: 50174 Objekt-ID: 54884  | Heiligenblut 16 Standort KG: Mannersdorf bei Heiligenblut     | Die dem hl. Andreas geweihte Pfarrkirche von Heiligenblut ist eine spätgotische Hallenkirche mit steilem Dach und spätbarockem Südturm. Sie ist im Norden von einem Friedhof mit Bruchsteinmauer, im Westen vom Pfarrhof und im Süden von der sogenannten Ursprungskapelle umgeben. | BDA-Hist.: Q15134318 Status: § 2a Stand der BDA-Liste: 2025-06-30 Name: Kath. Pfarrkirche hl. Andreas und Friedhof GstNr.: 343 Pfarrkirche Heiligenblut (Raxendorf) |
| ja   | Datei hochladen | Ursprungskapelle HERIS-ID: 69895 Objekt-ID: 82988                            | bei Heiligenblut 16 Standort KG: Mannersdorf bei Heiligenblut | Die Ursprungskapelle südlich der Pfarrkirche ist ein kleiner Rechteckbau mit halbrunder Apsis im Süden und einem abgerundeten Dach mit Dachreiter gegen Süden. Sie wurde urkundlich erstmals 1411 erwähnt. Das Bauwerk hat rundbogige Tür- und Fensteröffnungen. Im flach gedeckten Innenraum ist ein von Volutenpilastern eingefasster Glasschrein aus der Mitte des 18. Jahrhunderts zu sehen. | BDA-Hist.: Q38123390 Status: § 2a Stand der BDA-Liste: 2025-06-30 Name: Ursprungskapelle GstNr.: .9                                                                 |
| ja   | Datei hochladen | Kath. Pfarrkirche hl. Gotthard und Friedhof HERIS-ID: 50458 Objekt-ID: 55459 | neben Raxendorf 2 Standort KG: Raxendorf                      | Die Pfarrkirche St. Gotthard, leicht erhöht am südlichen Ortsrand gelegen, ist eine barocke Saalkirche mit Giebelreiter, die von einem Friedhof mit einer Umfassungsmauer aus dem 18. Jahrhundert (?) umgeben ist. | BDA-Hist.: Q38040222 Status: § 2a Stand der BDA-Liste: 2025-06-30 Name: Kath. Pfarrkirche hl. Gotthard und Friedhof GstNr.: 88, .1 Pfarrkirche Raxendorf            |
| ja   | Datei hochladen | Ortskapelle HERIS-ID: 69896 Objekt-ID: 82989                                 | bei Zeining 33 Standort KG: Zeining                           | Der rechteckige Bau mit Rundapsis, Rundbogenfenstern und Dachreiter wurde 1856 errichtet. Der Innenraum hat platzlgewölbte Joche über Gurtbögen. Die Deckenbilder stellen die Hl. Familie, die Gefangennahme Christi sowie die Flucht nach Ägypten dar und sind mit H. Müller 1948 (oder 1946) bezeichnet. Am Altar ist eine Staffel mit Figuren zu sehen. Zur weiteren Ausstattung zählen ein Kruzifix mit adorierenden Engel von Ende des 18./Anfang des 19. Jahrhunderts, Statuen der hll. Oswald und Wolfgang in spätgotischem Stil sowie Statuetten des hl. Florian und eine Pietà aus dem 19. Jahrhundert. | BDA-Hist.: Q38123401 Status: § 2a Stand der BDA-Liste: 2025-06-30 Name: Ortskapelle GstNr.: .33 Ortskapelle Zeining                                                 |